# Matanza (Colombie)
Pour les articles homonymes, voir Matanza.
Matanza est une municipalité colombienne située dans le département de Santander.